# Carlos Barbosa Gonçalves
Carlos Barbosa Gonçalves (Pelotas, 8 de abril de 1851 — Jaguarão, 29 de setembro de 1933) foi um médico e político brasileiro, governador do Rio Grande do Sul durante a República Velha; foi senador, deputado e secretário de Estado.

## Biografia
Nascido numa tradicional família estancieira republicana de Jaguarão, filho de Antônio Gonçalves da Silva e de Maria da Conceição Rodrigues Barbosa, era sobrinho-neto de Bento Gonçalves. Passou sua infância e a adolescência em Jaguarão, onde a família tinha grandes propriedades, lá estudou com José Francisco Diana. Com quinze anos de idade foi estudar no Colégio Pedro II, no Rio de Janeiro, colégio da elite do Brasil Império, onde concluiu o curso de humanidades. Em 1875 graduou-se na Faculdade de Medicina do Rio de Janeiro,  viajando, em seguida, para Paris, onde fez residência e também, como republicano, buscou os ares de uma democracia.  Além de cirurgia geral, fez especializações em oftalmologia, medicina interna e obstetrícia, tendo trabalhado no Hospital Wecker e no Hospital Val de Grace, onde foi chefe clínico. Teve reconhecida a sua capacidade profissional na Gazette des Hopitaux e na Revue de Medicine et Cirurgie, publicações especializadas em medicina.
Em 1879 Carlos Barbosa volta para Jaguarão, onde exerce a medicina, envolve-se na política e casa-se com Carolina Cardoso de Brum, com quem teve oito filhos. Em 1882 ajudou a fundar o Partido Republicano Rio-grandense em Jaguarão e cria o jornal republicano da cidade, A Ordem.
Em 1884 foi eleito para a Câmara Municipal. Em 1888 Carlos Barbosa foi o primeiro a assinar moção contra o chamado 3º Reinado. Em 1891 é eleito deputado à 21ª Legislaturas da Assembleia Legislativa do Rio Grande do Sul, por Jaguarão, e em 25 de junho de 1891 é escolhido para presidir o Congresso Constituinte por 34 votos dos 36 deputados eleitos.
Carlos Barbosa, na presidência da Constituinte, empenhou-se na promulgação da constituição escrita pelo líder de seu partido, Júlio Prates de Castilhos, que seria eleito presidente do Estado de Rio Grande do Sul. Em 25 de julho de 1893 foi nomeado por Júlio de Castilhos como o primeiro vice-presidente do Estado. Em 1899 e 1903 recusou convites para concorrer a deputado e a senador pelo Rio Grande do Sul ao Congresso Nacional, preferindo permanecer no estado. O mandato de Carlos Barbosa no legislativo gaúcho foi renovado pelo eleitorado até 1907, período em que se manteve como presidente da Assembléia.
Em 1907, o então governador do estado, Antônio Augusto Borges de Medeiros, depois de dez anos no comando do executivo, encontrava-se impedido de se reeleger. Borges de Medeiros escolheu pessoalmente Carlos Barbosa para a sucessão no governo estadual. Barbosa foi eleito com ampla maioria: 61 073 votos, enquanto seu adversário Fernando Abbott, conquistou 16 431 votos. Tomou posse em 1908, governando até 1913.
Durante seu governo, a Faculdade de Medicina de Porto Alegre deixou de sofrer hostilidades por parte dos poderes públicos. É obra de seu governo o prédio da Faculdade de Medicina, o Instituto Pasteur e a remodelação do hospital da brigada militar. Implantou o cais do porto de Porto Alegre e do porto de Rio Grande, permitindo o atraque de navios de grande porte. Destaca-se ainda a construção do Palácio Piratini, que foi concluído em 1913 por Borges de Medeiros, e o monumento a Júlio de Castilhos. Ao fim de seu governo, as finanças do estado haviam sido saneadas, deixando em caixa um saldo equivalente a 28% do orçamento.
Em 25 de janeiro de 1913 entregou o poder a Borges de Medeiros, regressando para Jaguarão. Voltou à cena política em 1920, quando foi eleito senador da República, cargo ao qual foi reconduzido em 1927. Entretanto, em 1929, com 78 anos de idade, renunciou ao cargo por problemas de saúde, e regressou a Jaguarão, onde faleceu com 82 anos. A cidade de Carlos Barbosa foi assim nomeada em homenagem ao ex-governador do estado.
Foi um médico filantropo, tendo reorganizado a Santa Casa de Jaguarão e atendido gente de toda a região, inclusive do Uruguai, onde em Melo, é homenageado com nome de rua.